# 483 Seppina
483 Seppina eller 1902 HU är en asteroid i huvudbältet, som upptäcktes 4 mars 1902 av den tyske astronomen Max Wolf. Den är uppkallad efter upptäckarens hund, Sepp.
Asteroiden har en diameter på ungefär 66 kilometer och den tillhör asteroidgruppen Cybele.